# Кызылжар (Акжаикский район)
Кызылжар (каз. Қызылжар) — село в Акжаикском районе Западно-Казахстанской области Казахстана. Входит в состав Базартобинского сельского округа. Код КАТО — 273243300.

## Население
В 1999 году население села составляло 449 человек (213 мужчин и 236 женщин). По данным переписи 2009 года, в селе проживали 402 человека (208 мужчин и 194 женщины).